# Lucy Say

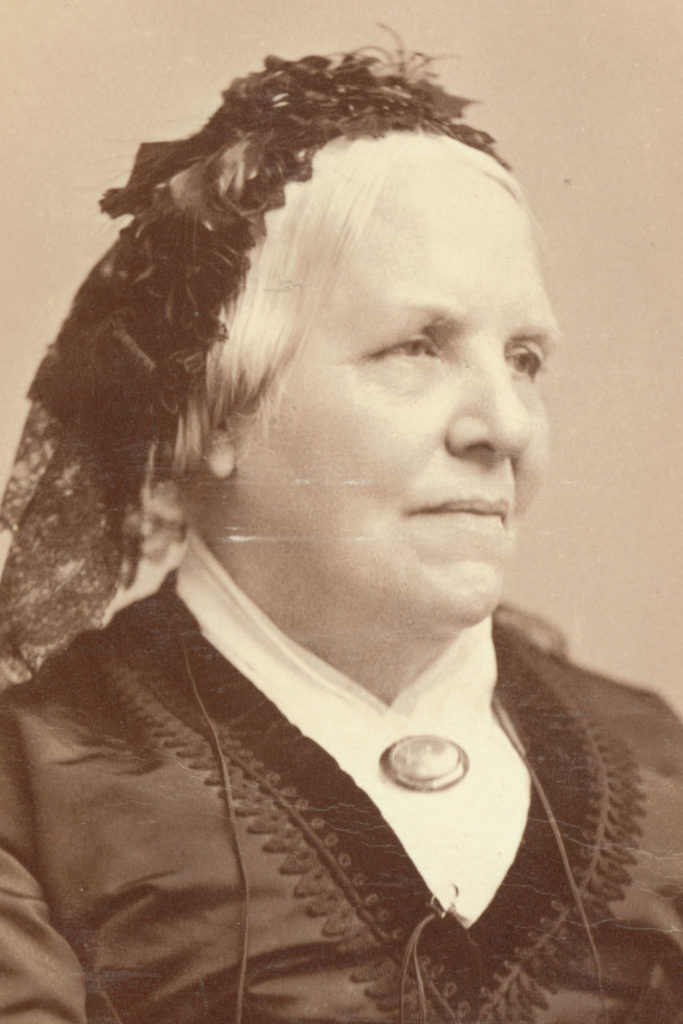
Lucy Say, um 1863

Lucy Way Sistare (* 14. Oktober 1801 in New London, USA; † 15. November 1886 in Lexington, USA) war eine US-amerikanische Malerin, wissenschaftliche Illustratorin und botanische Sammlerin. Sie wurde 1841 das erste weibliche Mitglied der Academy of Natural Sciences of Philadelphia (ANSP).

## Leben und Werk

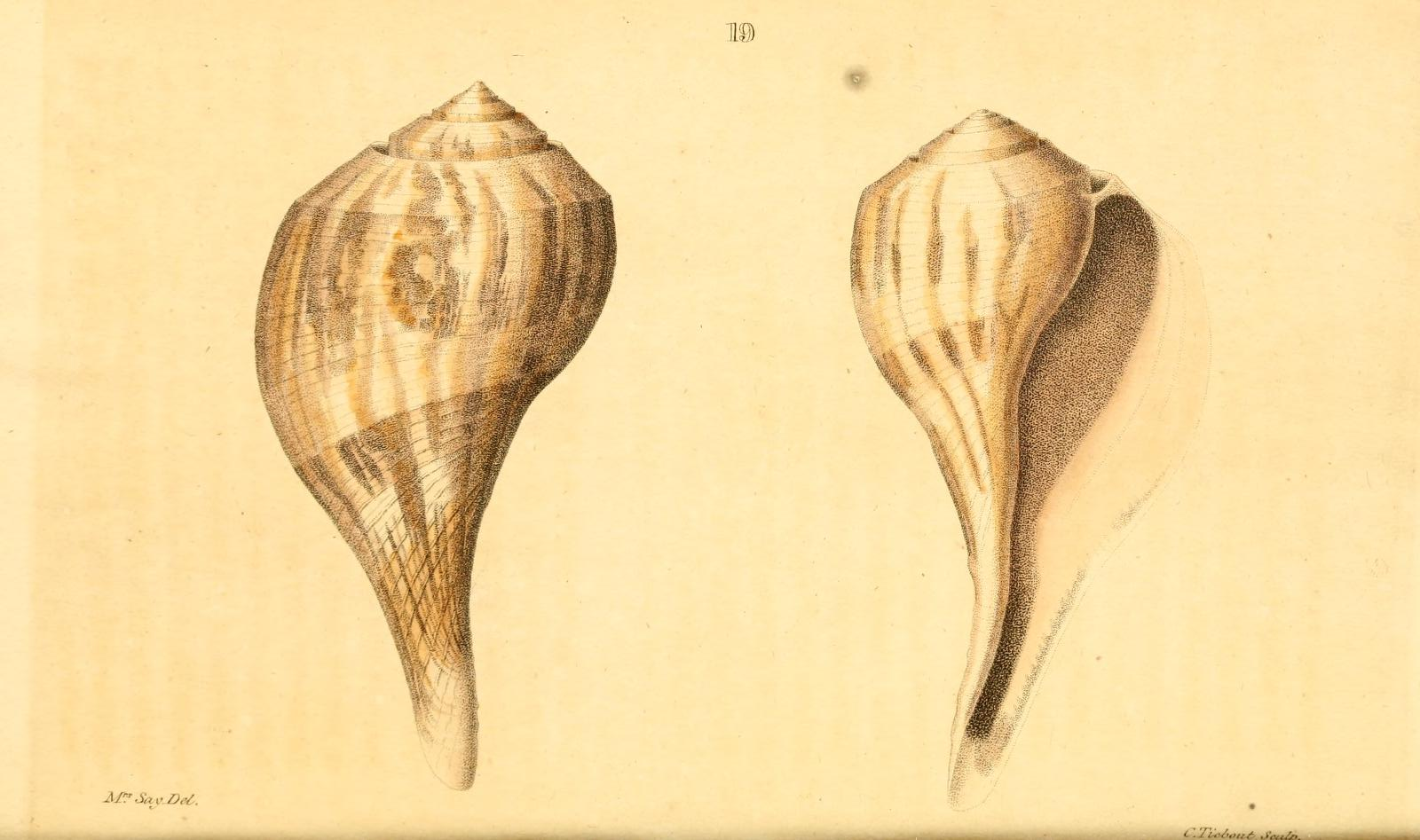
Fulgur pyruloides gezeichnet von Lucy Say in American Conchology (Beschreibungen der Muscheln von Nordamerika)

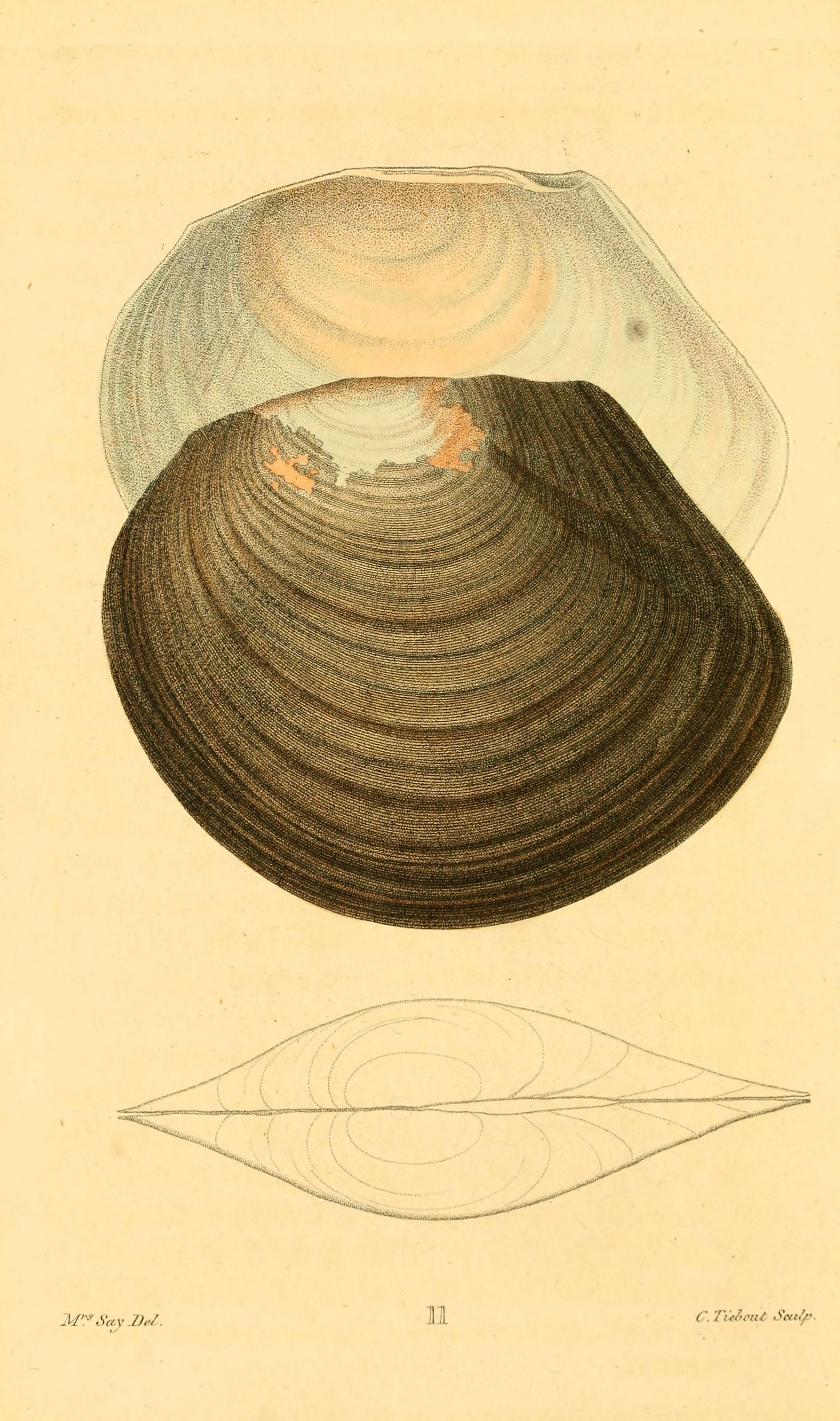
Aus: American Conchology

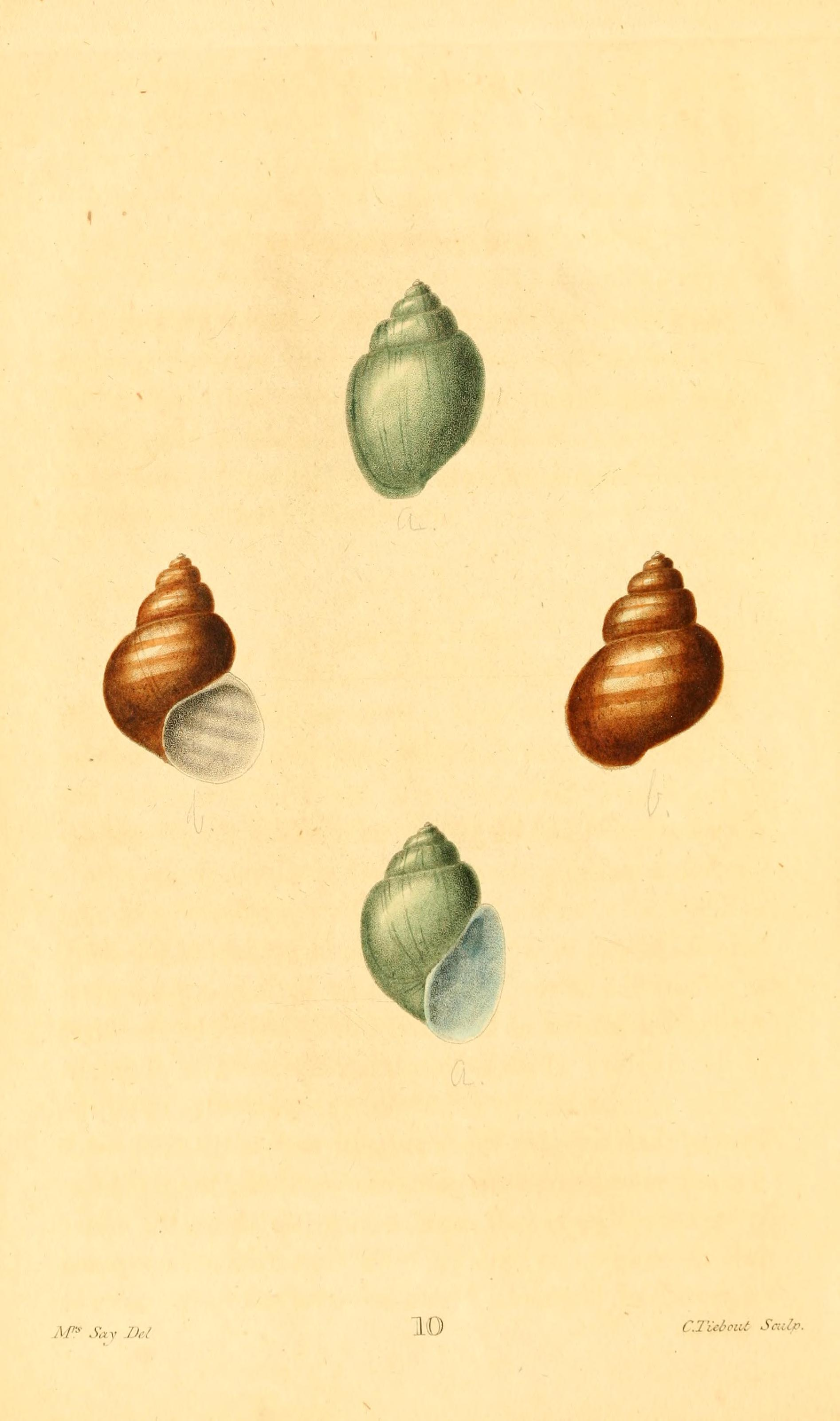
Aus: American Conchology

Say war eines von zehn Kindern von Joseph und Nancy Way Sistare. Um das Jahr 1823 wurde sie in Philadelphia Lehrling an der Pestalozzi-Schule, die als erste experimentelle Schule für Mädchen in den USA von der Pädagogin und Sozialreformerin Marie Duclos Fretageot eröffnet worden war. Say wurde hier hauptsächlich von dem französischen Naturforscher Charles Alexandre Lesueur und John James Audubon unterrichtet.
Say lernte viele Naturforscher und Künstler durch den Unterricht an Fretageots Schule kennen, darunter einige der Männer, die 1812 die Akademie der Naturwissenschaften gründeten. Sie beteiligte sich schließlich an den Plänen mehrerer Mitglieder der Akademie, so Robert Owen und William Maclure, eine sozialistische Kolonie New Harmony am Wabash River in Indiana zu gründen. Sie schloss sich ihnen im Winter 1825/1826 an und fuhr mit ihnen in einem Kielboot, welches sie Boatload of Knowledge (deutsch: eine Bootsladung Wissen) nannten, den Ohio River von Pittsburg nach New Harmony. Während der Reise lernte sie Thomas Say kennen und heiratete ihn 1827.
Say lebte mit ihrem Mann in New Harmony, wo er wissenschaftliche Forschungen durchführte und veröffentlichte. Mit der Druckerei der Kolonie produzierte ihr Mann sechs Bände der ersten umfassenden Veröffentlichung über amerikanische Mollusken. Sie unterrichtet die Kinder in der Kolonie. Aufgrund der liberalen Ansichten zur Unterstützung der Gleichstellung der Geschlechter waren Frauen in New Harmony weniger sozialen Einschränkungen ausgesetzt als in anderen Städten. 
Say illustrierte das monografische Werk American Conchology ihres Mannes und neben den Zeichnungen für 66 der 68 Tafeln kolorierte sie fast 1000 einzelne Zeichnungen. Say fertigte auch Zeichnungen für andere Bücher ihres Mannes an, darunter drei Bände über Insekten. Sie illustrierte ebenfalls John Edwards Holbrooks North American Herpetology und A Description of the Reptiles Inhabiting the United States. Sie wurde bei dieser Aufgabe von zwei Kindern des Graveurs Cornelius Tiebout unterstützt. Nachdem Tiebout 1832 gestorben war, lernte sie das Gravieren, so dass der letzte Band der American Conchology, veröffentlicht 1838, nicht nur ihre Zeichnungen, sondern auch einige ihrer Stiche enthält.
Nachdem ihr Mann 1834 an Typhus verstorben war, lebte sie noch einige Jahre in New Harmony und vervollständigte die letzten Bände ihres Mannes von Conchologie. Sie schenkte der Academy of Natural Sciences of Philadelphia seine entomologische Sammlung und Bibliothek.
1840 begann sie einen Briefwechsel mit Samuel Stehman Haldeman, den sie als Nachfolger der Forschungen ihres Mannes in Conchologie und Entomologie ansah. Sie sammelte weiterhin Muscheln und tauschte diese mit Haldeman aus. 1842 kehrte sie nach New York City zurück, wo ihre Schwester lebte, und besuchte zeitweise New Harmony.
Sie wurde am 26. Oktober 1841 zum ersten weiblichen Mitglied der Academy of Natural Sciences of Philadelphia und 1868 zum Mitglied deren Conchologischer Sektion gewählt. Sie starb 1886 im Alter von 85 Jahren.